# Sterne pierregarin
Sterna hirundo
Espèce
Statut de conservation UICN

 LC  : Préoccupation mineure
La Sterne pierregarin (Sterna hirundo), aussi connue sous les noms d'estorlet, de goélette ou d'hirondelle de mer, est une espèce d'oiseaux de la famille des laridés, migrateur et possédant une vaste aire de répartition dans les régions tempérées de l'hémisphère nord et migrant dans les zones tropicales et dans l'hémisphère sud.

## Origine du nom
L'appellation « Sterne pierregarin », terme utilisé de longue date, a été adoptée en 1993 par la Commission internationale des noms français des oiseaux. Toutefois, les termes « sterne commune » et « hirondelle de mer » sont restés usuels. Le terme « pierregarin » faire référence aux sols pierreux où l'oiseau aime stationner et nidifier (« se garer » en vieil argot). Le terme « estorlet » et ses variantes « esterlet », « esterlais », « isterlet » et « istorlet » sont d'un usage beaucoup moins courant et particulier au français du Canada, notamment au français acadien. L'appellation « esterlet » serait une forme ancienne issue du terme « étélet » attesté en Normandie au XVIe siècle. Dans son édition de 1762, le Dictionnaire de l'Académie française ne faisait pas référence aux racines normandes et définissait le terme comme suit : « oiseau aquatique de la Côte d'Acadie ». Le terme n'est plus attesté dans les éditions subséquentes du dictionnaire.

## Répartition et habitat

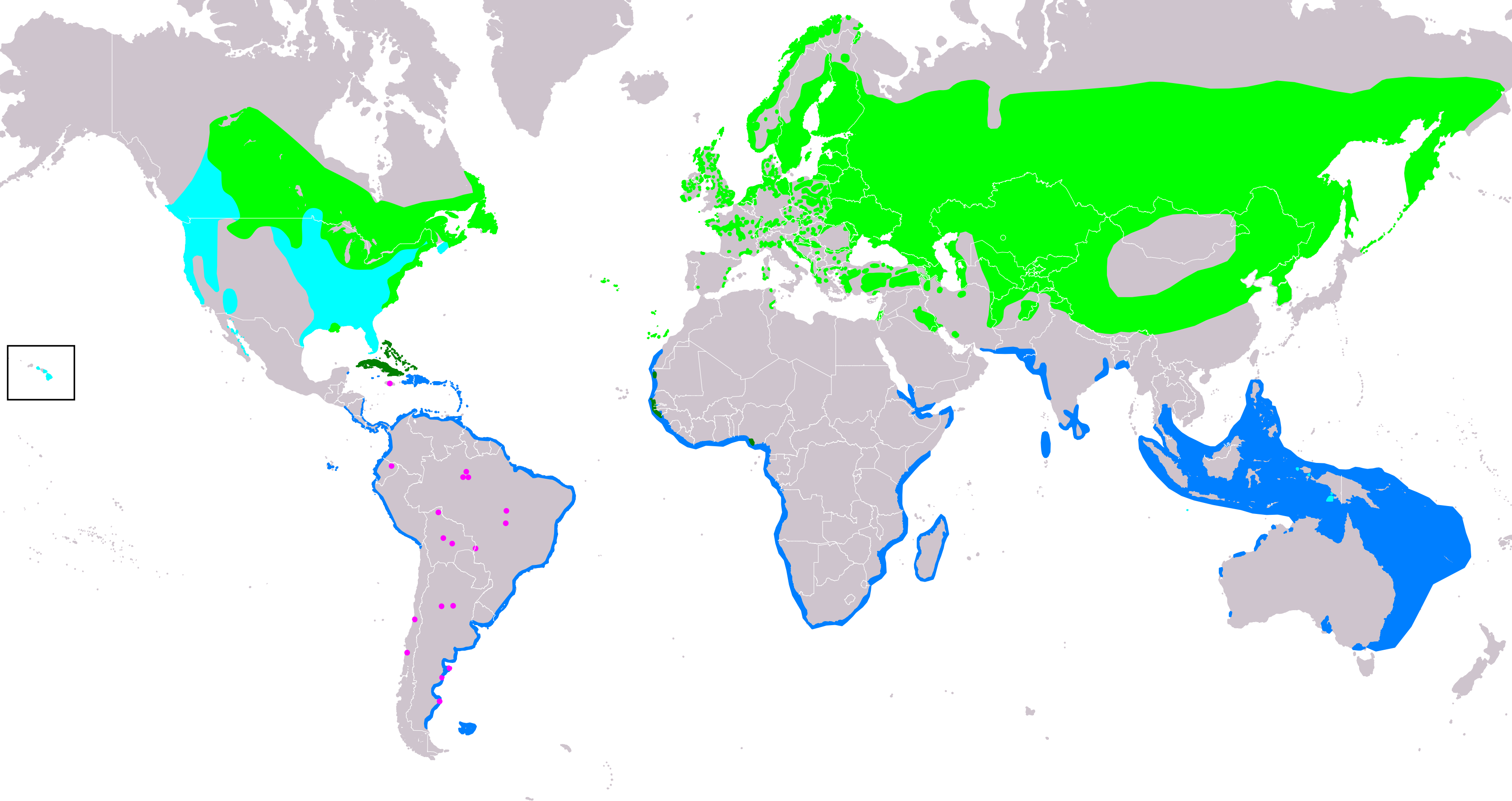
Aire de répartition de la Sterne pierregarin.

L'aire de nidification de la Sterne pierregarin s'étend depuis l'Amérique du Nord jusqu'à l'Asie orientale, en passant par le Moyen-Orient et l'Europe. L'espèce est résidente dans les Caraïbes et migratrice le long des zones côtières en Amérique centrale, en Amérique du Sud, en Afrique, en Asie tropicale jusqu'en Australie et en Nouvelle-Guinée. En France, elle ne niche en colonies que sur quelques cours d'eau naturels (en particulier le long de la Loire[réf. nécessaire].
Lors de ses migrations, la Sterne pierregarin fréquente aussi bien les zones côtières que l'intérieur des terres, dans les habitats les plus divers. À l'intérieur, elle est liée aux rivières et aux lacs. Sur le littoral, elle niche de préférence sur des îlots rocheux, mais aussi sur des plages et dans des zones humides.

## Description

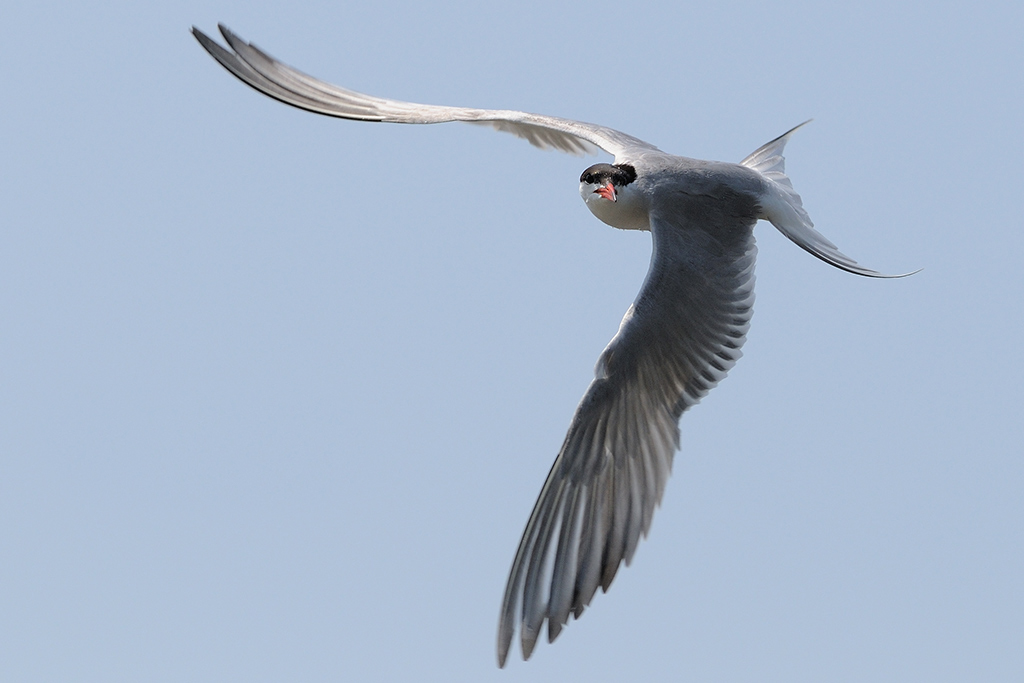
Une Sterne pierregarin en vol.

Cet oiseau mesure 31 à 35 cm de longueur pour une envergure de 82 à 95 cm et une masse de 90 à 150 g.
Le vol rapide et gracieux de cet oiseau évoque celui de l'hirondelle. Cette caractéristique lui a valu le nom usuel d'« hirondelle de mer ».  C'est un oiseau palmipède, de l'ordre des Charadriiformes et de la famille des Laridae, dont le plumage est blanc et gris, la calotte entièrement noire jusqu'aux yeux et le bec rouge orangé à pointe noire. Il vit environ 25 ans.

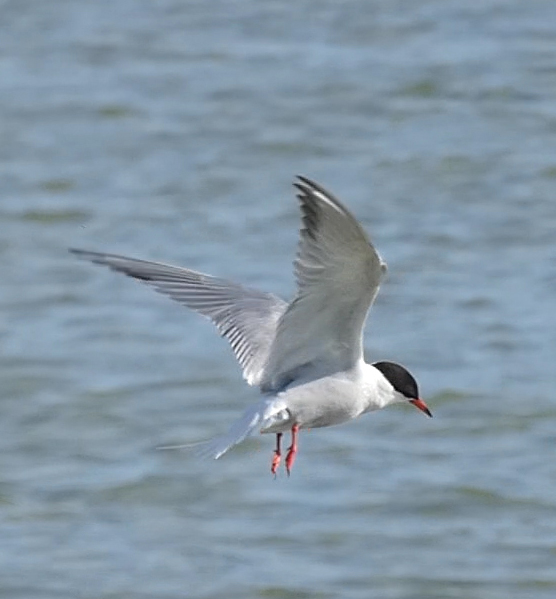
Marais salants de Guérande (France).

## Nourriture

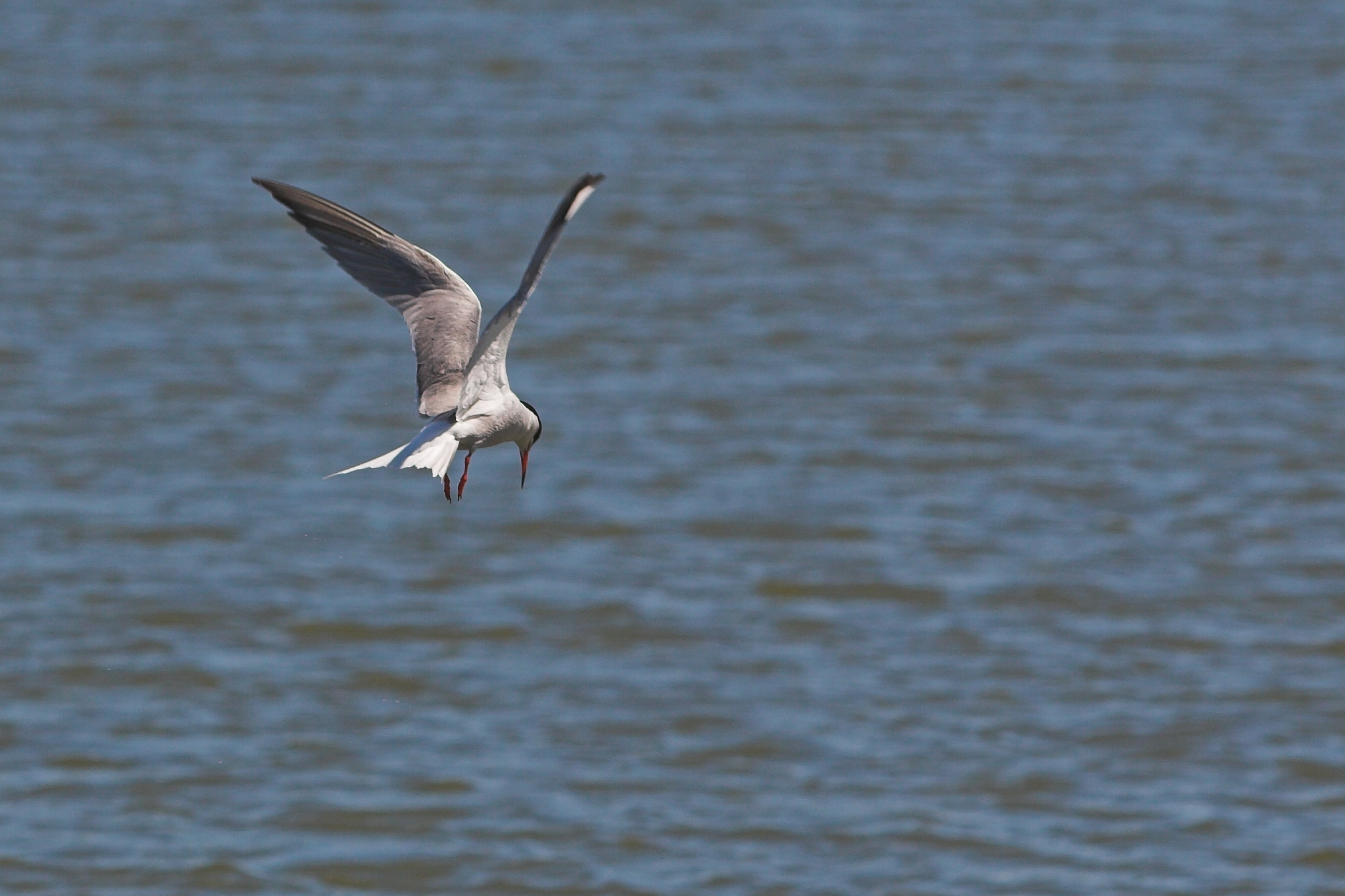
Sterna hirundo à la recherche d'une proie.

Cet oiseau se nourrit de petits poissons (surtout éperlans et lançons en mer) et d'invertébrés aquatiques. Il capture des insectes à la surface.
C'est une espèce pour laquelle la compétition intraspécifique est très importante[réf. nécessaire]. Pour se nourrir, la sterne pierregarin repère les bancs de poissons et se positionne au-dessus en faisant un vol stationnaire de quelques secondes puis plonge en piqué pour saisir sa proie.

## Reproduction

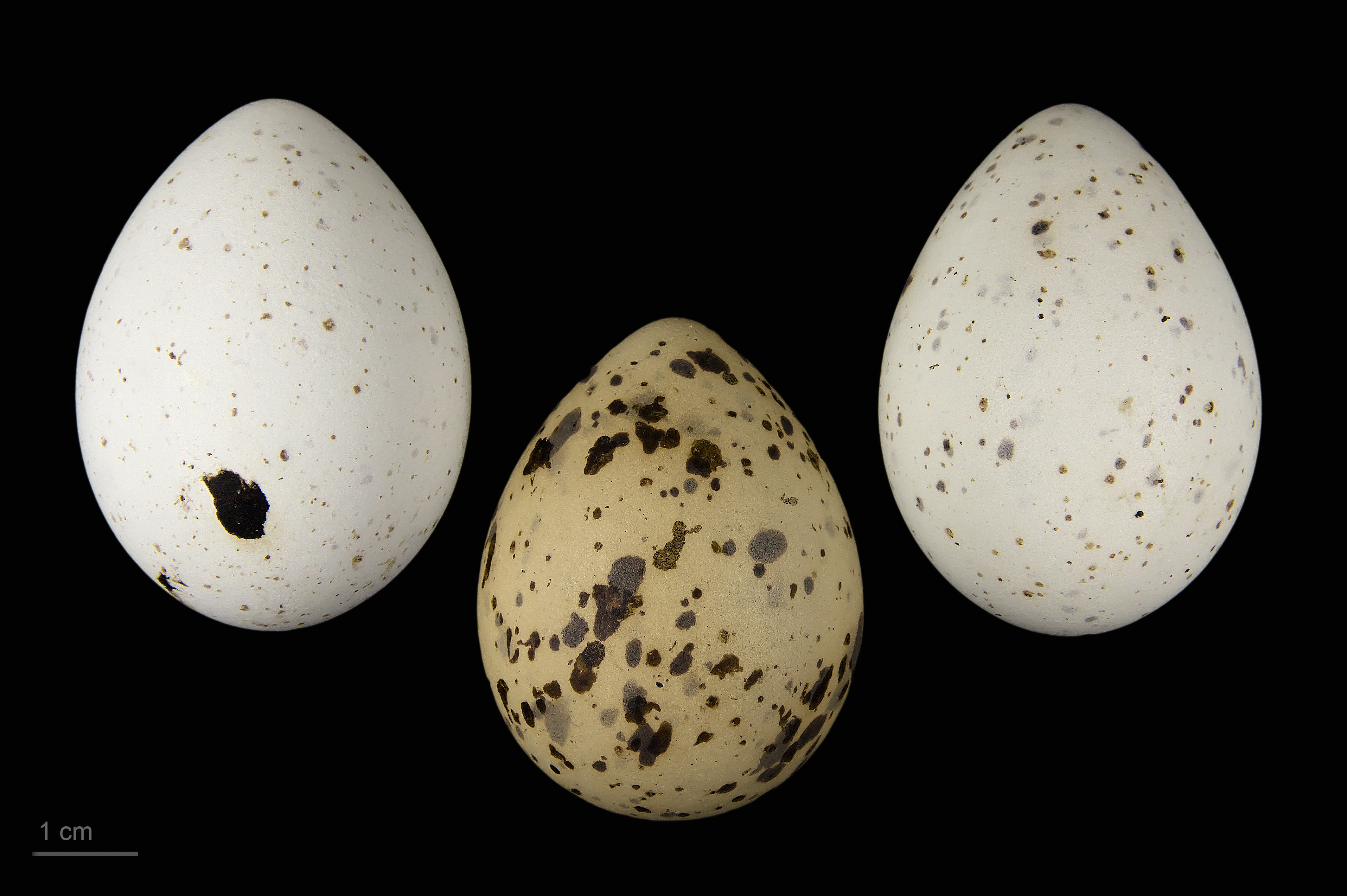
Œufs de Sterna hirundo hirundo - Muséum de Toulouse.

Le nid est un creux dans le sable ou la terre sèche. Une ponte de 2 à 4 œufs est effectuée puis couvée entre mai et juillet. Pendant cette période, la compétition interspécifique est très importante en ce qui concerne le site de nidification. Les sternes peuvent se montrer agressives envers les humains et les autres espèces prédatrices des couvées (goélands marins et argentés, faucons crécerelles et pèlerins). 
En France, la Sterne pierregarin niche sur le littoral marin, mais également à l'intérieur des terres, notamment sur les îlots des grands fleuves et rivières (la Loire et l'Allier).

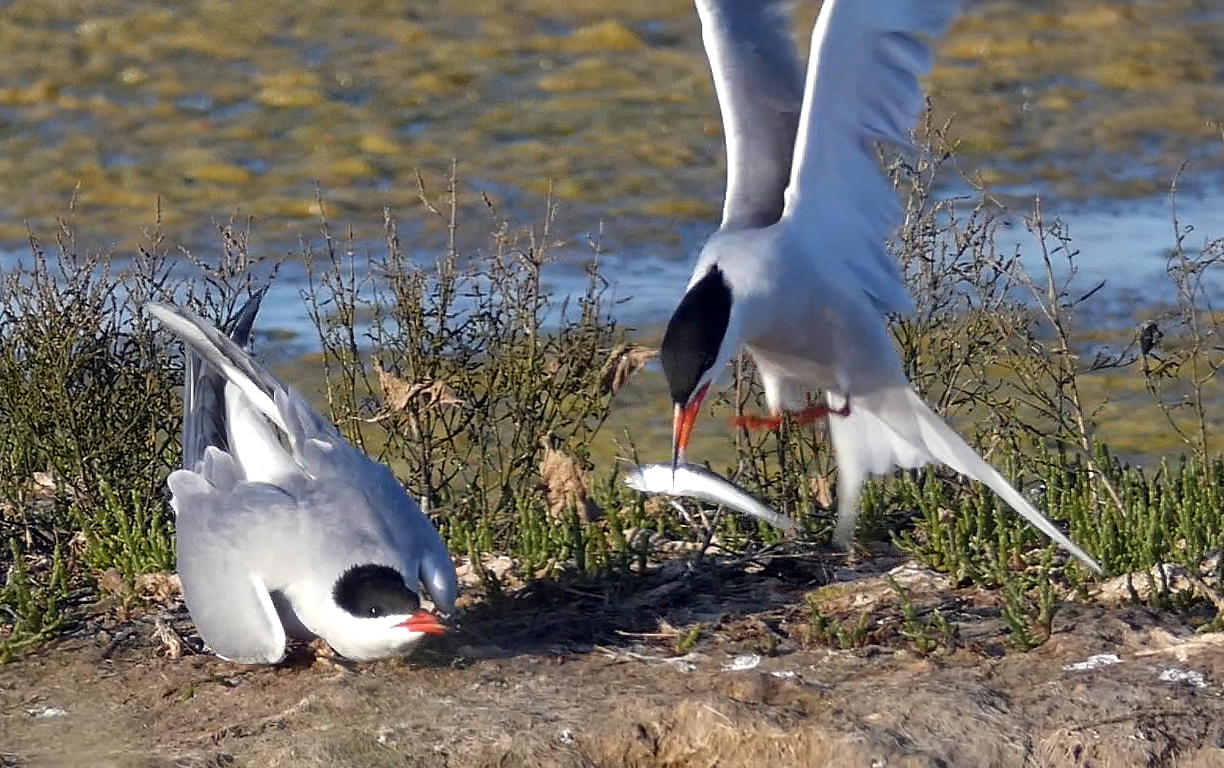
Golfe du Morbihan (France).

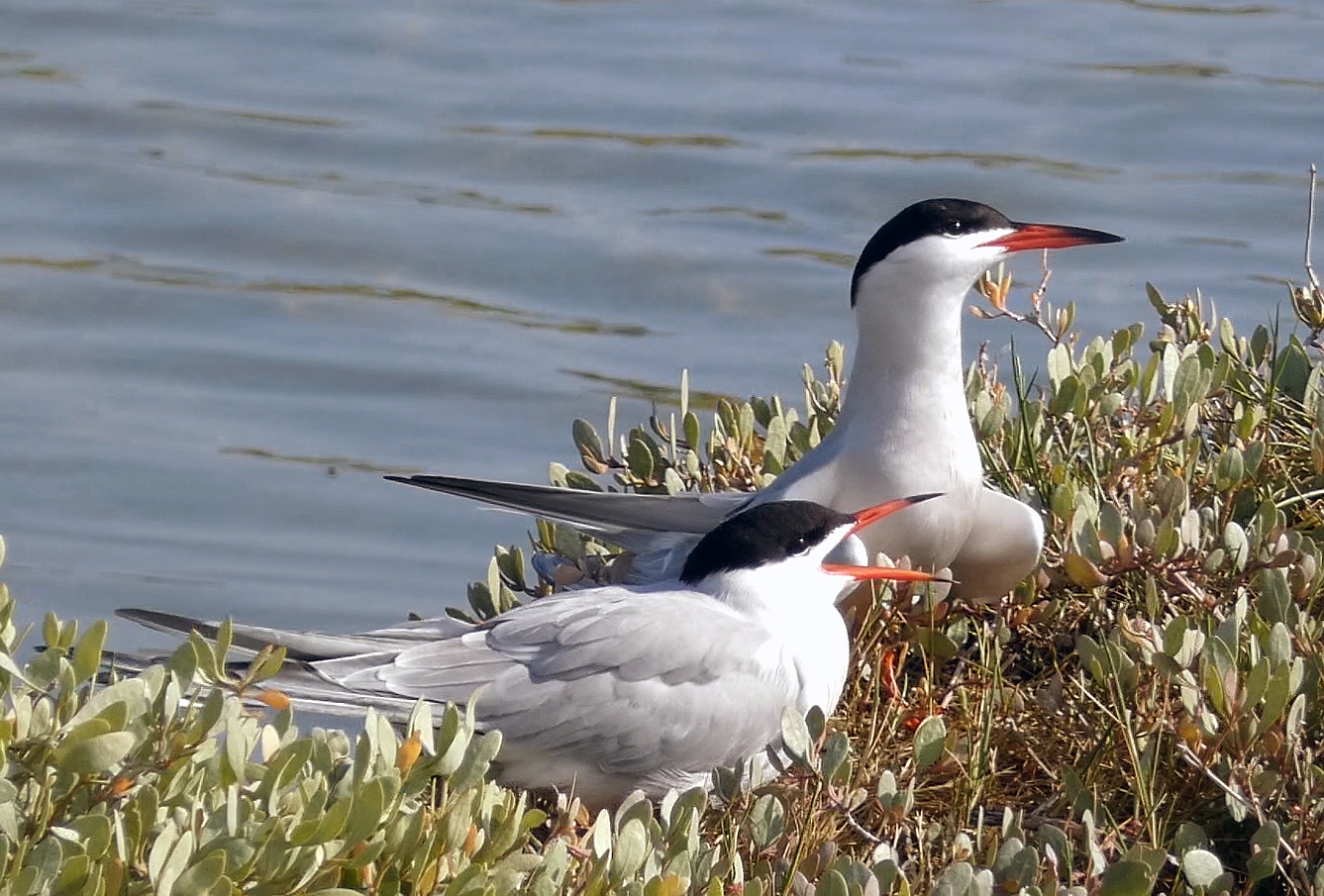
Une fois le couple formé, la femelle réclame une offrande de poisson.

## Protection
La Sterne pierregarin bénéficie d'une protection totale sur le territoire français depuis l'arrêté ministériel du 17 avril 1981 relatif aux oiseaux protégés sur l'ensemble du territoire français. 
Elle est inscrite à l'annexe I de la directive oiseaux de l'Union européenne. Il est donc interdit de la détruire, la mutiler, la capturer ou l'enlever, de la perturber intentionnellement ou de la naturaliser, ainsi que de détruire ou enlever les œufs et les nids, et de détruire, altérer ou dégrader son milieu. Qu'elle soit vivante ou morte, il est aussi interdit de la transporter, colporter, de l'utiliser, de la détenir, de la vendre ou de l'acheter.

## Dans la littérature
Cet ancien mot du Québec et de l'Acadie est devenu un peu mieux connu parce que Marie Laberge l'a utilisé dans son roman intitulé Gabrielle, publié en 2000. Dans ce roman, Edward Miller bien souvent appelle sa femme Gabrielle « l'estorlet ».
Gilles Vigneault a utilisé la variante istorlet dans le refrain de sa chanson Si les bateaux, parue en 1963:

« Profond comme au large de l'île

Doux comme une aile d'istorlet

Loin comme l'Angleterre

Je t'aimerai

Je t'aimerai »

## Taxonomie

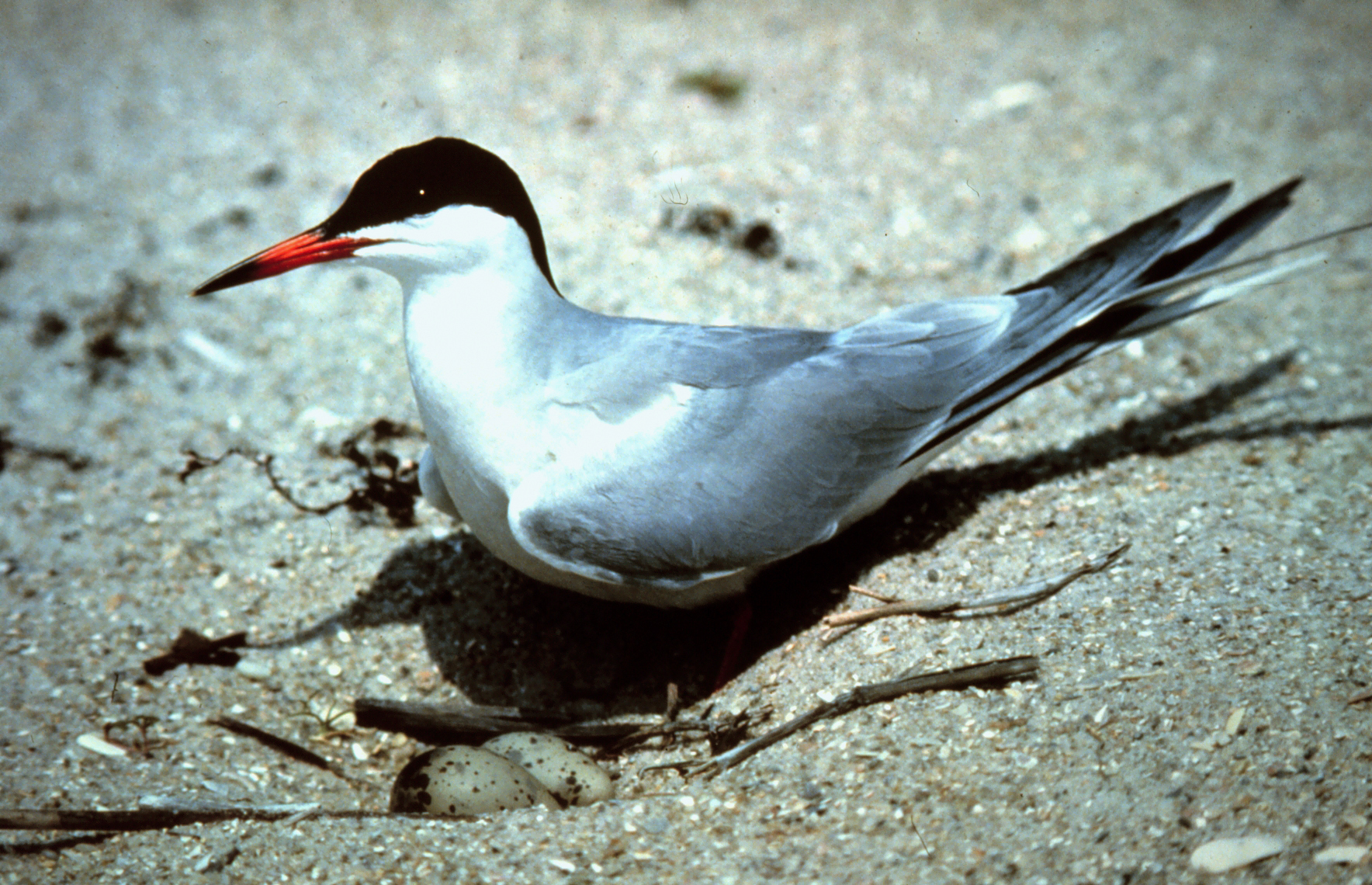

D'après la classification de référence (version 14.1, 2024) de l'Union internationale des ornithologues, la Sterne pierregarin possède 4 sous-espèces (ordre philogénique) :
- Sterna hirundo hirundo Linnaeus, 1758 — hémisphère nord;
- Sterna hirundo tibetana Saunders, H, 1876 — Asie centrale et Tibet ;
- Sterna hirundo minussensis Sushkin, 1925 — Sibérie et Mongolie ;
- Sterna hirundo longipennis Nordmann, 1835 — Sibérie orientale et Manchourie.